# Юстон-сквер (станция метро)
«Юстон-Сквер» (англ. Euston Square) — станция лондонского метрополитена в районе Кэмден. Расположена на углу улиц Юстон-роуд и Гауэр-стрит с северной стороны колледжа Лондонского университета. Неподалёку находится совершенно независимая от данной — станция «Юстон». На станции «Юстон-Сквер» останавливаются поезда трёх линий метрополитена: Кольцевой, Хаммерсмит-энд-Сити и Метрополитен. Станция расположена на участке между «Грейт-Портленд-Стрит» и «Кингс-Кросс Сент-Панкрас». Относится к первой тарифной зоне.
Неподалёку от станции находится Юстонский вокзал.

## История станции
Станция была открыта 1 октября 1863 года в составе первой линии лондонского метро Metropolitan Railway между станциями «Бишопс-Роуд» и «Фаррингдон-Стрит».
При постройке станция получила название «Гауэр-Стрит», современное же имя станция носит с 1909. В конце 2006 года на южной стороне улицы Юстон-роуд в здании компании Wellcome Trust был открыт новый вход на станцию, заменивший собой более старый (изображён на фотографии).

## Станция сегодня
Поезда линий Кольцевой, Метрополитен и Хаммерсмит-энд-Сити следуют в направлении станции «Кингс-Кросс Сент-Панкрас» по одним и тем же путям. Аналогичная ситуация и с поездами, следующими по направлению станции «Грейт-Портленд-Стрит».

## Планы развития
В декабре 2005 года компания Network Rail озвучила планы по созданию подземного перехода между станцией «Юстон-Сквер» и Юстонским вокзалом в качестве одного из этапов реконструкции последнего. Этот переход должен обеспечить прямое пересадочное сообщение между двумя станциями, расположенными по разные стороны улицы Юстон-роуд, тогда как на сегодняшний день переход с одной станции на другую возможен только по поверхности.